# Emmerys
Emmerys er en dansk økologisk bageri- og café-kæde, der har specialiseret sig i gourmetbrød, kager og kaffe. Der sælges også diverse delikatesser. Emmerys er certificeret med Det Økologiske Guldmærke (90-100%) siden 2014 og består pr. 2024 af 34 butikker, hvoraf 28 er beliggende i Storkøbenhavn, 1 i Roskilde og 5 i Aarhus.

## Historie
Emmerys er opkaldt efter konditor og oprindelige indehaver Jens Emmery (1874-1937). I 1918 åbnede han bageri og konditori i Volmerhus i Guldsmedgade, Aarhus. Volmerhus er bygget til, og har huset, bageri siden opførelsen i 1897.
I 1996, efter to efterfølgende ejerskaber, blev Emmerys overtaget af kok Per Brun og han omdannede forretningen til en kæde med flere filialer, først i København og senere i Aarhus. Emmerys kæden løb dog efter nogle år ind i svære økonomiske vanskeligheder. I 2009-regnskabet havde selskabet bag Emmerys, Per Brun Holding ApS, således et underskud på 0,534 mio. kroner. Trods en omsætning på omkring 100 millioner kroner gik Emmerys i april 2011 i betalingsstandsning. På det tidspunkt havde kæden et underskud på 5 millioner kroner, men allerede i maj samme år lykkedes det at skaffe ny kapital, idet investorgruppen gik ind i selskabet.
Hovedsædet er i dag beliggende i Valby. Blandt Emmerys primære konkurrenter er Lagkagehuset og Reinh van Hauen.

## Butikker
| Antal     | Landsdel | By |
| --------- | -------- | --- |
| 29        | Sjælland | - Valby (2) - Frederiksberg (2) - Gentofte - Nørrebro (3) - Charlottenlund - Nærum - Indre By (København) (8) - Sydhavnen - Østerbro (4) - Roskilde - Lyngby - Hellerup (2) - Holte - Vesterbro |
| 5         | Jylland  | - Århus C (3) - Åbyhøj - Risskov |
| Total: 34 |          | |